# Grondola
Grondola (Castrum Grundulae in latino) è una frazione del comune italiano di Pontremoli, in provincia di Massa-Carrara.
Posizionata sul crinale Nord Est della Valle del Verde a un'altitudine di 630 m sul livello del mare.
Si raggiunge facilmente percorrendo per otto chilometri la Strada provinciale 39 del Bratello dall'incrocio con la SS 62 della Cisa.
Nella piazzetta centrale della frazione è ben visibile sul muro centrale di un'abitazione la targa che indica che tale sito è denominato "Prima Piazza della Repubblica" Questa piazza, da ricerche effettuate è stata la prima piazza d'Italia che dall'esito del referendum è stata denominata "Piazza della Repubblica". Da tale piazza partono in due direzioni diverse due strade che si inoltrano nel borgo del paese. Su tali strade si affacciano delle abitazioni, talune vecchie anche di centinaia di anni. Sulle pietre con cui sono state realizzate si trovano ancora incisioni.
Nella frazione si trova il caratteristico ed antico Castello di Grondola.

## Monumenti e luoghi d'interesse

### Il castello

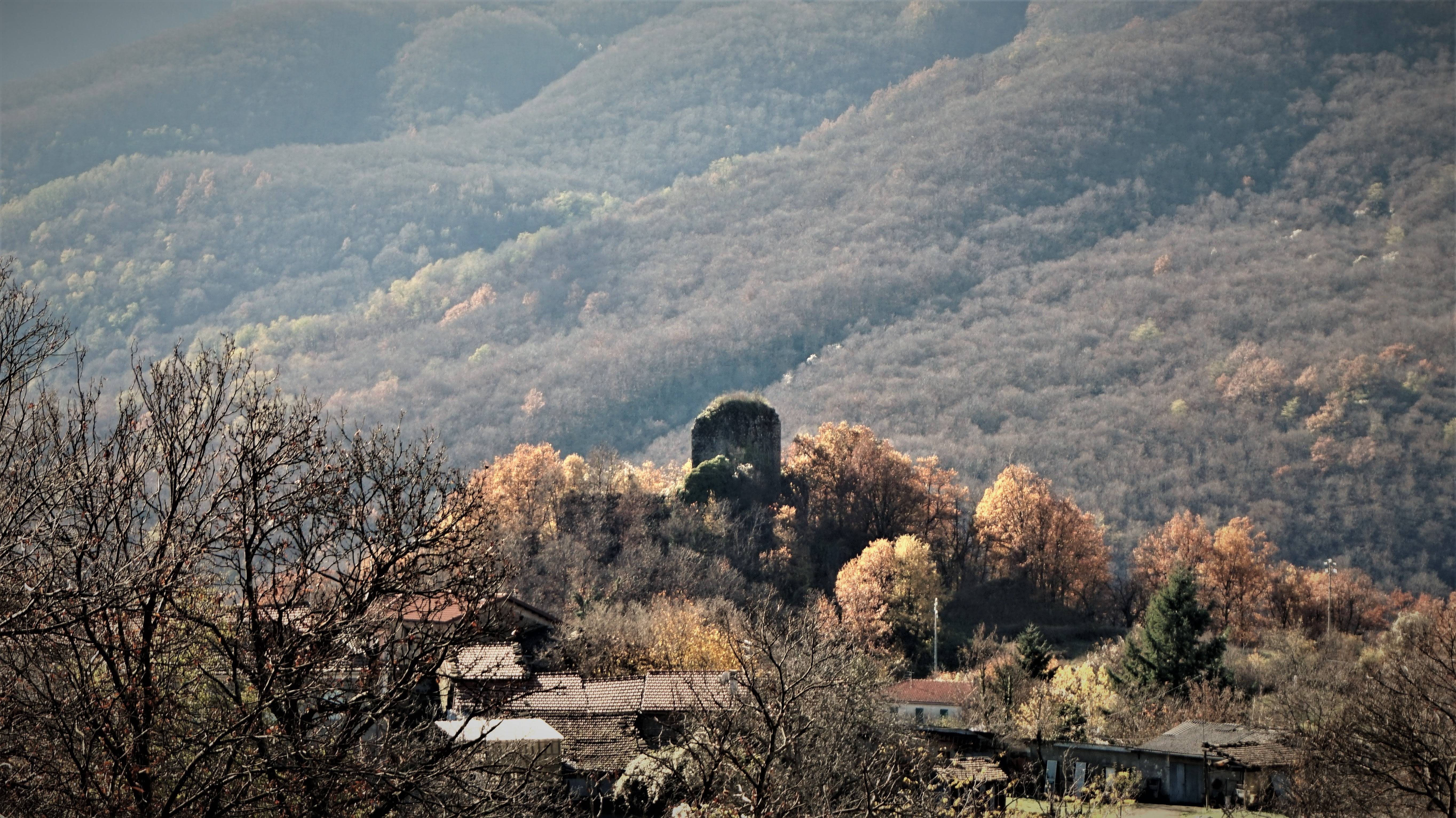
Vista del castello di Grondola

Il castello è senza dubbio uno dei monumenti più importanti del paese. Esso si trova sulla sommità dell'omonimo paesino della Valle del Verde e molto probabilmente fu eretto per controllare gli accessi alla Val di Magra e, secondo gli storici, il castello di Grondola è senza dubbio tra i più importanti. Nei secoli fu conteso fra la famiglia Malaspina ed i comuni di Pontremoli, Piacenza e Parma e fu al centro di numerose lotte a causa dell'importanza strategica che poteva esercitare sulla viabilità transappenninica.
La fortificazione ha avuto luogo nel 1195, quando Alberto Malaspina fu obbligato a vendere il podio di Grondola ai piacentini; nel 1241 Grondola sembra essere passata sotto il Comune di Pontremoli, che ricostruisce il Castello di Grondola.
Le fonti scritte documentano che nel 1273 Pontremolesi e Parmigiani costruirono una torre, probabilmente la stessa che oggi contraddistingue l'impianto e si tratta senza dubbio di un impianto di estremo interesse poiché, per quanto l'intero complesso si presenti allo stato di rudere, non sono rilevabili sostanziali alterazioni sulla struttura medievale, contrariamente a quanto avviene nella maggior parte dei Castelli Lunigianesi.
Il cassero, dotato di accesso che porta sino all'ultimo piano, conserva intatti gli alloggiamenti destinati a sorreggere le travi di legno di un ballatoio, servito da scala retrattile e probabilmente collegata a una copertura lignea a falde inclinate. L'accesso all'interno della cortina perimetrale avveniva da un'apertura rivolta verso il pendio più scosceso e serviva da una struttura lignea e, probabilmente, da un ponte levatoio. La parte del Castello più facilmente espugnabile era rivolta verso nord.
Il Castello, sul suo frontespizio, conserva leggibili, sebbene parzialmente rovinate, le forme architettoniche medievali, non alterate da interventi edilizia post-medievali. Infatti, proprio l'abbandono precoce della struttura, nel XVI secolo, ha risparmiato al castello i numerosi rifacimenti e ampliamenti che caratterizzano la maggior parte dei castelli della provincia.

## Infrastrutture e trasporti
- Stazione di Grondola-Guinadi

## Società

### Tradizioni e folclore
- San Nicomede
- Madonna di Montemese
- Madonna Addolorata
- Madonna della Cintura

## Sport

### Il passaggio dell'82º Giro d'Italia
Nel 1999 il passaggio del Giro d'Italia a Grondola ha suscitato tanta attesa e partecipazione da parte di tutti gli appassionati dello sport.
In occasione di questa giornata, è stata inaugurata La curva della Pace dall'ex sindaco Enrico Ferri.
Dal Passo della Cisa sono scesi a Mignegno, hanno attraversato il Ponte dei Santi (Pontremoli) per poi dirigersi verso Casa Corvi risalendo lungo la Valle del Verde a Guinadi, Grondola e Passo del Bratello proseguendo le prossime tappe.
L'amministrazione del comune di Pontremoli si è adoperata per rendere il tracciato più idoneo ai ciclisti, asfaltando il tratto stradale che dalla Stazione di Grondola-Guinadi risale al paese di Grondola, dove presentava alcuni punti di pendenza del 18/21%.